# Ethusa rugulosa
Ethusa rugulosa is een krabbensoort uit de familie van de Ethusidae. De wetenschappelijke naam van de soort is voor het eerst geldig gepubliceerd in 1897 door A. Milne-Edwards & Bouvier.